# Слушно (аудіопремія)
«Слушно» — професійна українська аудіопремія, якою відзначають найкращі подкаст-проєкти. Заснована у 2021 році, організатор конкурсу — медіасервіс Megogo Audio.
Мета премії – зібрати найактуальніші подкаст-проєкти, долучитися до формування професійної спільноти та стимулювати розвиток інфраструктури подкастів — від виробництва до дистрибуції контенту.
Церемонія нагородження проходить щорічно у Міжнародний день подкастів, 30 вересня.

## Номінації та процедура обрання переможців
У 2021 році подкасти змагалися у п'ятьох номінаціях: найкраще інтерв’ю, найкраще ток-шоу, найкращий наративний подкаст, найкращий авторський подкаст, найкращий  журналістський подкаст, а також вручався Гран-прі премії «Слушно». У кожній номінації працювало по три члени журі. Члени журі, які отримали номінацію, не брали участь у голосуванні в межах цієї ж категорії. Усі подкасти оцінювалися за наступними критеріями: оригінальність ідеї, якісна реалізація та креативний підхід до просування готового продукту. Куратором премії став Федір Попадюк, журналіст та керівник подкастів інтернет-видання Українська правда. 
У 2022 році правила конкурсу та перелік номінацій зазнали змін. Подкасти змагалися у сімох номінаціях: бізнес, культура, історія та суспільство, спорт, наука та технології, лайфстайл, журналістське розслідування. Переможців у кожній категорії було два: один — обраний слухачами, інший — відзначений командою Megogo Audio. Також вручався Гран-прі премії.

## Лауреати

### 2021 рік
На аудіопремію «Слушно» у 2021 році було номіновано 50 українських подкастів. Переможцями стали:
- Найкраще ток-шоу — подкаст «Шит ай ноу Лайв» від Кріс Косик і Дмитра Малєєва;
- Найкраще інтерв’ю — «У меня было» від FILM.UA;
- Найкращий наративний подкаст — «Post Scriptum» від Радіо Скорбота;
- Найкращий авторський подкаст — «Як ми кохалися» The Ukrainians;
- Найкращий журналістський подкаст — «На межі», від Тараса Ібрагімова та Альони Савчук;
- Гран-прі премії «Слушно» — документальний подкаст-розслідування «Дрогобич 101/1» від Суспільного мовлення.

### 2022 рік
На аудіопремію «Слушно» у 2022 році було номіновано 134 україномовні подкасти. Найбільше учасників було в категоріях «Про історію та суспільство» (46), «Про культуру» (33) та «Лайфстайл» (27). Переможцями стали:
- Найкращий подкаст про бізнес — «СЕО Сучасності» від Павла Целуйка;
- Найкращий подкаст про спорт — «F1Podcast» від Максима Подзігуна;
- Найкраще журналістське розслідування — «Русскій фейк, іді на***!» від Вадима Міського, Детектор медіа та Українське радіо;
- Найкращий подкаст про науку й технології — Теорія неймовірності від Макса Кідрука, Українське радіо, Суспільне мовлення;
- Найкращий подкаст про культуру — «Наразі без назви» від Анастасії Євдокимивої та Богдани Неборак, The Ukrainians;
- Найкращий подкаст про історію й суспільство — «Фронтова поплава» від журналіста Олега Новікова, яка проводиться спільно з Тарасом Чмутом, керівником фонду «Повернись живим» та іншими співробітниками фонду;
- Найкращий лайфстайл подкаст — «Хороший Поганий Злий Подкаст» від Костянтина Трембовецького та Михайла Рудя.

Відзнаку від команди Megogo Audio отримали:
- Найкращий подкаст про бізнес — «Дій! Подкаст про бізнес» від  Олександра Васецького;
- Найкращий подкаст про спорт — «F1Podcast» від Макса Подзігуна;
- Найкраще журналістське розслідування — «АН-26: історія останнього польоту» від Суспільного мовлення;
- Найкращий подкаст про науку й технології — «Головний подкаст» від Куншт на замовлення Суспільного мовлення;
- Найкращий подкаст про культуру — «Наразі без назви» від Анастасії Євдокимивої та Богдани Неборак, The Ukrainians;
- Найкращий подкаст про історію й суспільство — «Без оголошення війни» від Іллі Кабачинського та Олександра Аврамчука, Bow Media;
- Найкращий лайфстайл подкаст — «Як ти думаєш» від Андрія Сусленка.

Гран-прі премії «Слушно» — «Фронтова поплава» від журналіста Олега Новікова, яка проводиться спільно з Тарасом Чмутом, керівником фонду «Повернись живим» та іншими співробітниками фонду.

### 2023 рік
На аудіопремію «Слушно» у 2023 році було номіновано 135 подкастів. Найбільше учасників було в категоріях «Про історію та суспільство» (41), «Про культуру і мистецтво» (31). 
Переможцями за вибором аудиторії стали:
- найкращий подкаст про бізнес — «Дій! Подкаст про бізнес» з історіями підприємців і бізнесів;
- найкращий подкаст про культуру й мистецтво — «Де ми» від «Свідомих», про колоніальне минуле України та його вплив на сьогодення;
- найкращий подкаст про історію й суспільство — подкаст «УТ-2» про суспільство, політику, історію та бізнес;
- найкращий подкаст про науку й технології — DOU Podcast від DOU;
- найкращий подкаст про здоров’я та саморозвиток — «Чому ти зміг?» від християнського радіо TWR UA і ведучого Андрія Гоцуляка;
- найкращий розважальний подкаст — «Шит ай ноу лайв» від Кріс Косик і Діми Малєєва;
- найкращий спортивний подкаст — «Єврофутбол» від Sporthub Media.

Відзнаку від команди Megogo Audio отримали:
- найкращий подкаст про бізнес — «До і після» Дениса Маракіна, який розповідає історії підприємців;
- найкращий подкаст про культуру й мистецтво — «Шалені авторки», де Віра Агеєва та Ростислав Семків говорять про успішних письменниць;
- найкращий подкаст про історію й суспільство — подкаст «Культурний трибунал» від The Ukrainians про великі українські імена культури, мистецтва, науки, про колекції світового рівня, які Російська імперія впродовж століть привласнювала собі;
- найкращий подкаст про науку й технології —«Головна обсерваторія» від «Української правди» і ведучого Дмитра Сімонова про те, як влаштований світ;
- найкращий подкаст про здоров’я та саморозвиток — «Фінансова терапія» від Sebto Media, який веде фінансова консультантка Галина Тритяк;
- найкращий розважальний подкаст — «Не мали дівки клопоту» від Sebto Media, де Оля Вінтонік і Соня Медвідь проводять експерименти й кидають собі виклики;
- найкращий спортивний подкаст — Chumaky.

Спецвідзнаки:
- відзнаку «Подкаст у часи війни» за актуальність і послідовну якісну роботу з темами, які стосуються війни в Україні, отримав подкаст «Добровольці» від Аліни Сарнацької, «Громадське радіо».
- гран-прі отримала студія подкастів «Sebto Media».